# 1504 год в науке
В 1504 году были различные научные и технологические события, некоторые из которых представлены ниже.

## Географические открытия
- 29 февраля — Христофор Колумб использовал знание о лунном затмении в эту ночь, чтобы убедить Ямайцев оказать ему помощь
- 7 ноября — Колумб вернулся в Испанию из его 4-го и последнего путешествия, в котором он и его младший сын Фердинанд исследовали побережье Центральной Америки от Белиза до Панамы.

## Родились
- Этьенн, Шарль (ум. 1564), французский врач, книгопечатник и писатель.

## Скончались
- 19 июня — Вальтер, Бернхард (р. 1430) известный немецкий астроном, ученик Региомонтана.